# Monte Bolton
Il Monte Bolton (in lingua inglese: Mount Bolton) è una prominente montagna antartica, alta 2.840 m, situata 11 km a sudest del Monte Soyat, lungo il fianco orientale del Ghiacciaio Reedy, nel Wisconsin Range della catena dei Monti Horlick, nei Monti Transantartici, in Antartide.
Il monte è stato mappato dall'United States Geological Survey (USGS) sulla base di rilevazioni e foto aeree scattate dalla U.S. Navy nel periodo 1960-64.
La denominazione è stata assegnata dall'Advisory Committee on Antarctic Names (US-ACAN), in onore del luogotenente James L. Bolton, della U.S. Navy, pilota di elicotteri che ha preso parte a varie fasi dell'Operazione Deep Freeze nel 1965, 1966 e 1967.